# Lothar Loewe

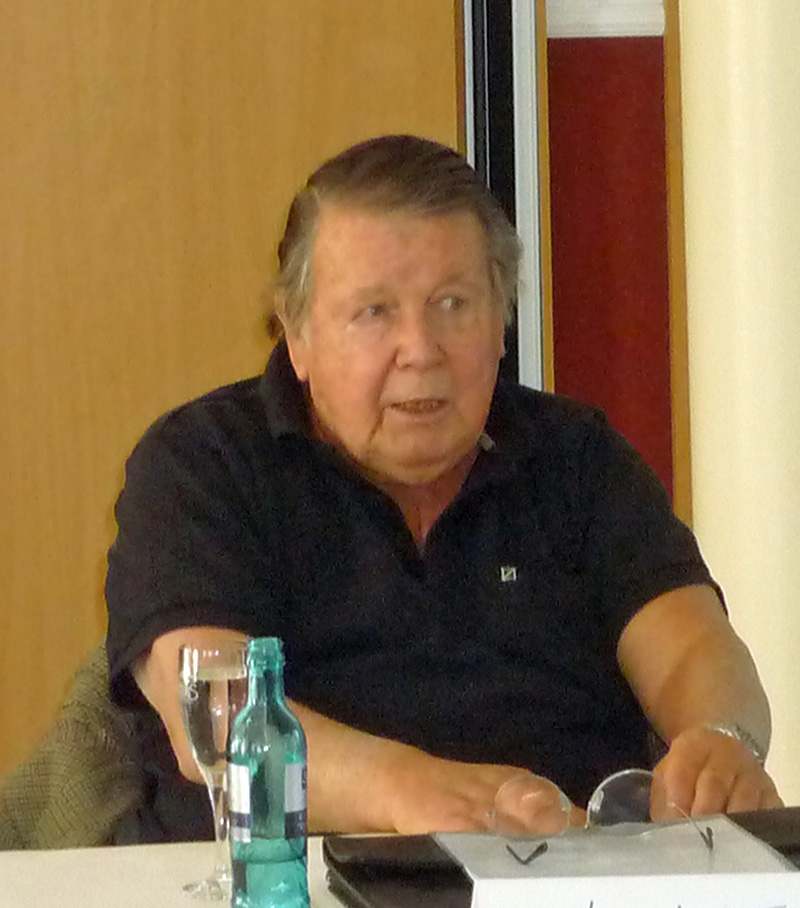
Lothar Loewe, 2009

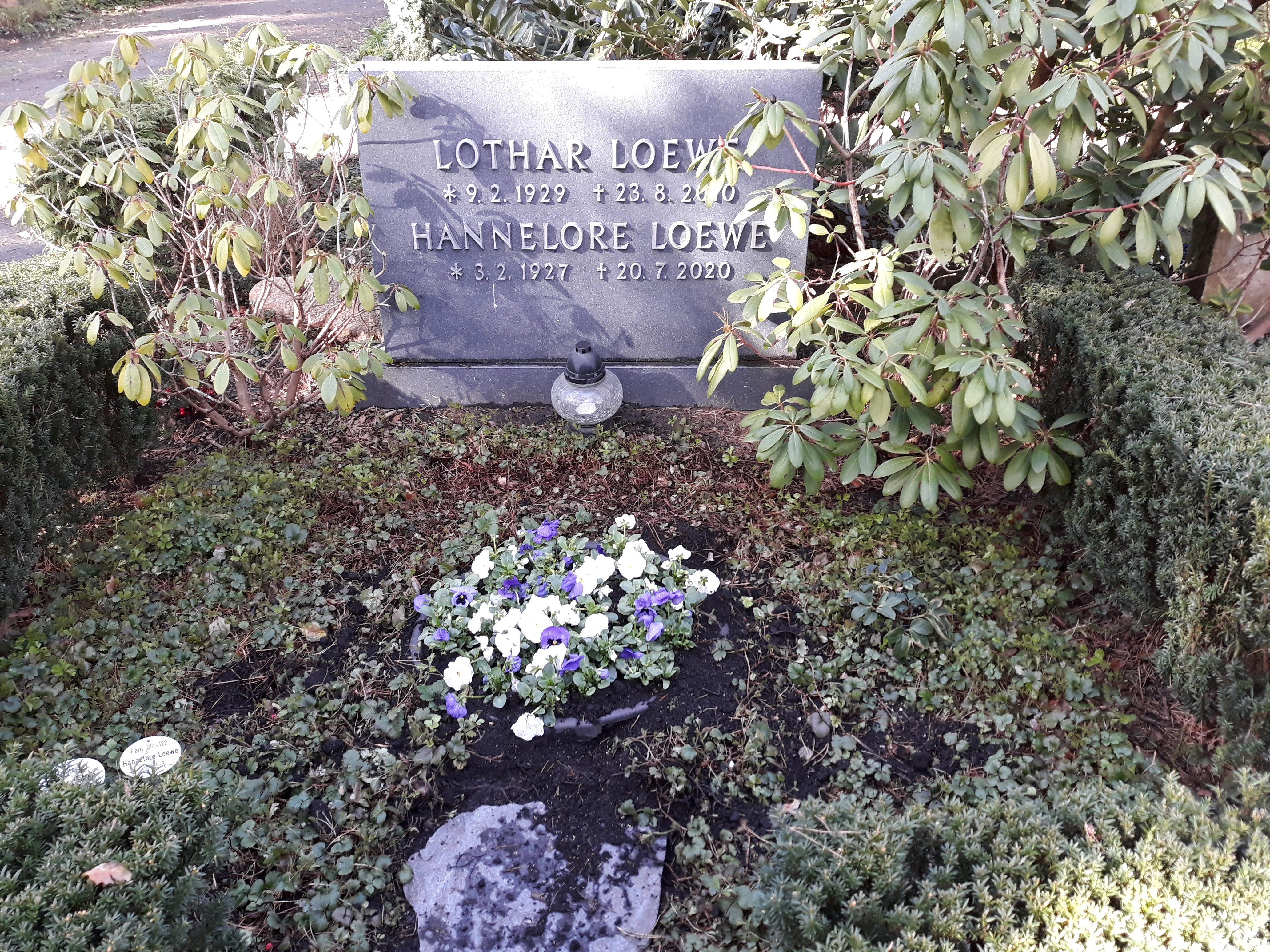
Grab von Lothar Loewe und seiner Frau Hannelore auf dem Waldfriedhof Dahlem

Lothar Loewe (* 9. Februar 1929 in Berlin; † 23. August 2010 ebenda) war ein deutscher Journalist. Bekannt wurde er als ARD-Korrespondent in Washington, D.C., Moskau und Ost-Berlin.

## Leben
Seine Kindheit und Jugend verbrachte der gebürtige Berliner bis Januar 1945 in Landsberg an der Warthe. Er erlebte die Schlacht um Berlin als Hitlerjunge mit. Nach dem Krieg lebte er in Berlin-Lichtenrade und besuchte das Ulrich-von-Hutten-Gymnasium.
Loewes journalistische Laufbahn begann bei West-Berliner Zeitungen. Für das Berliner Blatt Der Abend berichtete er 1953 vom Aufstand des 17. Juni in der Deutschen Demokratischen Republik und 1956 als einer der wenigen westlichen Reporter vom Ungarischen Volksaufstand. Später wechselte er zum Fernsehen. Als Korrespondent der ARD in Washington berichtete er Anfang der 1960er Jahre über historische Ereignisse wie der Kubakrise und dem Attentat auf John F. Kennedy, aber auch über die Reaktionen in den Vereinigten Staaten auf den Bau der Berliner Mauer.
Von 1967 bis 1970 war Loewe nach Gerd Ruge ARD-Korrespondent in Moskau. 1969 war er für den Sender an der Fernsehübertragung der Mondlandung beteiligt. Ab Ende 1974 berichtete er als Fernsehkorrespondent der ARD aus Ost-Berlin. Durch seine Berichterstattung der Selbstverbrennung des Pfarrers Oskar Brüsewitz im August 1976 gelangte der Fall damals auch in die Öffentlichkeit der DDR. Am 22. Dezember 1976 entzog die DDR ihm die Akkreditierung, weshalb er das Gebiet der DDR binnen 48 Stunden zu verlassen hatte. Anlass war der folgende Kommentar Loewes in der Tagesschau vom 21. Dezember 1976: „Hier in der DDR weiß jedes Kind, dass die Grenztruppen den strikten Befehl haben, auf Menschen wie auf Hasen zu schießen.“ Die DDR-Regierung wertete diese Aussage als eine „grobe Einmischung in die inneren Angelegenheiten der DDR“.

„Das war, was wohl als der ‚Hasen-Kommentar‘ in die Mediengeschichte eingehen wird. Ich gestehe, daß ich den Satz geschickter und präziser hätte formulieren können. Aber die Mauer vor Augen, an der Grenzpolizisten erst kurz zuvor auf einen Ost-Berliner Jungen geschossen hatten, den mysteriösen Autounfall, die ständige Konfrontation mit Stasi-Männern und Volkspolizisten – war es ein Wunder, daß ich plötzlich für ein paar Sekunden die Fassung und die ruhige Überlegung verlor?“

Zwischen 1983 und 1986 war Loewe Intendant des SFB. Seine Amtszeit war allerdings wenig glücklich. Das Ende sollte durch einen Abwahlantrag herbeigeführt werden, was in der Geschichte des öffentlich-rechtlichen Rundfunks bis dahin einmalig war. Loewe kam diesem Verfahren durch eine Vertragsauflösung zuvor.
1992 betreute Lothar Loewe den ehemaligen Ost-Berliner Sender Deutschlandsender Kultur als Hörfunkbeauftragter der ARD. 1994 ging daraus das Deutschlandradio hervor. Zuletzt war Loewe als Kolumnist für die Bild-Zeitung tätig.
Er starb im Alter von 81 Jahren und wurde auf dem städtischen Waldfriedhof Dahlem (Grab-Nr. 014/122) im Berliner Bezirk Steglitz-Zehlendorf beigesetzt.

## Ehrungen
- 1979: Bundesverdienstkreuz am Bande der Bundesrepublik Deutschland

## Publikationen
Buch
- Abends kommt der Klassenfeind. Eindrücke zwischen Elbe und Oder. Ullstein-Bücher 656, Frankfurt am Main / Berlin / Wien 1977. ISBN 3-548-00656-6.

Film
- Lothar Loewe und Gerd Ruge: Wie starb John F. Kennedy? 1964.
- Lothar Loewe lieferte Jürgen Engert die Geschichte zum Drehbuch für den Film Einmal Ku’damm und zurück die auf einer wahren Begebenheit von Peter und Christa Gross-Feurich beruht.